# Qil Qal'eh
Qil Qal'eh (también Qil Qala o Quil-Qala) es una ciudad de Afganistán que pertenece a la provincia de Bāmiyān. 
Su población es de 600 habitantes según datos oficiales en 2006 y se estima en poco más en la actualidad.